# 清野由美 (ジャーナリスト)
清野 由美（きよの ゆみ、1960年 - ）は、日本のジャーナリスト。
東京都生まれ。1982年に東京女子大学文理学部史学科日本史専攻を卒業後、草思社編集部に勤務。英国留学を経て、1987年の「日経トレンディ」誌創刊に参加。1991年まで同編集部に勤務の後、フリーライターとなる。国内外の都市開発、デザイン、トレンド、マーケティングなどを取材した著作が多い。2017年、慶應義塾大学大学院システムデザイン・マネジメント研究科修士課程修了。在学中、ケンブリッジ大学客員研究員。城西国際大学非常勤講師。

## 著書
- 『セーラが町にやってきた』プレジデント社、2002年、のち日経ビジネス人文庫、2009年
- 『ほんものの日本人』（藤森武：写真）日経BP社、2007年
- 『新・都市論TOKYO』（隈研吾との共著）集英社〈集英社新書〉、2008年
- 『「オトコらしくない」からうまくいく』（佐藤悦子との共著）日本経済新聞出版社、2010年
- 『新・ムラ論TOKYO』（隈研吾との共著）集英社〈集英社新書〉、2011年
- 『葉山からはじまるシフトチェンジ 住む場所を選べば、生き方が変わる』講談社、2015年
- 『人生の諸問題 五十路越え』（小田嶋隆、岡康道との共著）日本経済新聞出版社、2019年
- 『観光亡国論』（アレックス・カーとの共著）中央公論新社〈中公新書ラクレ〉、2019年

## 寄稿
- 「十代に漫画で見たあの詩が、今も私を支えるなんて」（『続･次の本へ』、苦楽堂、2015年）

## 企画・編集書籍
- 『人生2割がちょうどいい』（岡康道・小田嶋隆著、講談社、2009年）
- 『日本人はどう住まうべきか』（養老孟司・隈研吾著、日経BP、2012年）
- 『建築家、走る』（隈研吾著、新潮社、2013年）
- 『ニッポン景観論』（アレックス・カー著、集英社新書、2014年）

## 連載
- 「葉山から、はじまる。」（朝日新聞デジタル&w）
- 「鎌倉から、ものがたり。」（朝日新聞デジタル&w）
- 「才職兼美」（日経ビジネスオンライン）
- 「人生の諸問題」（日経ビジネスオンライン）